# Stato alterato di coscienza
Lo stato di coscienza alterato corrisponde ad uno stato di coscienza con caratteristiche e dinamiche diverse rispetto a quello di veglia lucida. Lo si può definire in opposizione a quest'ultima, considerando lo stato di veglia come quello ordinario, che il soggetto riconosce come "normale", perché corrispondente alle dinamiche psichiche e fisiche, di pensieri, sensazioni e sentimenti, con cui il soggetto stesso ha più confidenza o che ha sperimentato per la maggior parte nel corso della sua vita.

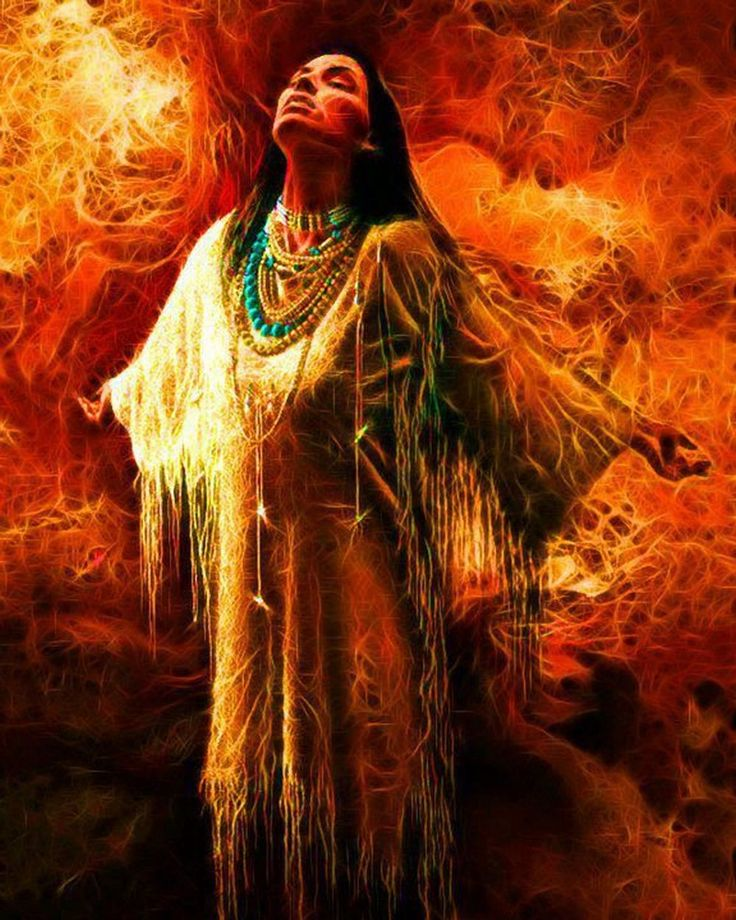
Sciamano in trance

L'uso del termine "alterato" potrebbe generare l'equivoco che si tratti di uno stato patologico, ma ciò è vero solo in alcuni casi; è stato pertanto proposto di usare  la dizione stato di coscienza non ordinario o simili.

## Stato di veglia
(Karl Jaspers)
Non è possibile definire in modo netto lo stato di veglia, in quanto soggettivo e non corrispondente a parametri esatti, ma piuttosto identificabile in una gamma di valori relativi a svariati parametri, tra cui l'età, il sesso e lo stato di salute psico-fisica.
La normalità dello stato di coscienza ordinario è dettata dalle necessità biologiche e culturali; tale ordinarietà può quindi variare in base al contesto culturale o ambientale in diverse parti del mondo.
Solitamente lo stato di veglia è considerato come stato ordinario di coscienza in quanto corrispondente ad un equilibrio tra la quantità di informazioni che arrivano al cervello e la quantità di informazioni che il cervello stesso riesce ad elaborare. Questo non è però un parametro per caratterizzarlo intrinsecamente, in quanto sottolinea solamente la capacità di mantenere un controllo sul flusso d'informazioni, senza però definirne la qualità di elaborazione.
Lo stato di veglia (o stato di coscienza ordinario) è solamente una delle molte possibili strutturazioni che la mente assume. E può subire oscillazioni d'intensità e/o qualità durante l'arco di una giornata, o di una vita, del soggetto interessato.

## Stato alterato
Gli stati alterati di coscienza, essendo influenzati da plurimi fattori, possono essere provocati da numerose cause o concause, e come per lo stato di veglia, corrispondere ad una vasta gamma di parametri/valori.
Alcune di questi stati sono:
- Innamoramento
- Ipnosi
- Sonnambulismo
- Stato onirico / Sogno
- Stato di coma
- Epilessia (crisi parziale complessa)
- Meditazione
- Alterazione psichedelica dovuta a sostanze allucinogene (detta trip)

Le cause possono essere sia volontarie (nel caso di meditazione, o di utilizzo di sostanze psicotrope, ipnosi consenziente) che indotte o passive (coma in seguito ad un trauma, stato onirico durante il sonno, ipnosi non consenziente, deprivazione sensoriale, reclusione specie in isolamento).
L'induzione volontaria di un'alterazione nello stato di coscienza è una pratica accettata ed eseguita in molte culture. Questo permette di avere una visione maggiormente relativa rispetto allo stato di veglia, che non viene identificato come «normale» ma solo come quello che si sperimenta abitualmente durante la veglia.
Nelle scuole di spiritualità ed esoterismo, ad esempio, si anela a raggiungere una forma di coscienza ancora superiore, che consiste nell'identificazione cosmica con Dio o con l'anima del mondo (atman e brahman nell'induismo), ad esempio nel Samādhi o nelle esperienze extracorporee.
Solitamente, salvo casi di accettazione e/o tolleranza di alcuni paesi, l'induzione volontaria di alterazione tramite droghe è invece condannata e perseguita legalmente nella cultura occidentale, nella quale l'alterazione assume generalmente un'accezione prevalentemente negativa, a differenza di altre culture e popolazioni.

## Caratteristiche e fattori
Uno stato di coscienza alterato è solitamente caratterizzato da un cambiamento qualitativo nel modo di funzionare della mente, senza però implicare il concetto di patologia.
Tale cambiamento coinvolge numerosi fattori, sia metabolici che non. Questi fattori possono essere soggetti a cambiamento solamente in certi di tipi di alterazioni, o restare invariati in altre tipologie.
Alcuni fattori sono: 
- la memoria
- il tipo di ragionamento
- la velocità di ragionamento
- il senso d'identità
- le facoltà motorie
- percezione del tempo
- percezione dello spazio
- percezione del significato delle cose

## Studi
Lo studio dell'alterazione degli stati di coscienza, in particolare nell'ambito dell'ipnosi, deve un grosso contributo, tra gli altri, alle intuizioni e le pubblicazioni dello psicoterapeuta/psichiatra Milton Erickson, e da quelle dello psicoanalista/neuroscienziato John Lilly.